# Punta Turmoil
La punta Turmoil es una punta que marca el extremo occidental de la isla Blanco, en las islas Sandwich del Sur. Se eleva hasta los 400 m de altura culminando en una cima nevada. Hacia el oeste hay tres islotes rocosos: la roca Freezland, la roca Cerretti y la roca Wilson.

## Historia
Fue nombrada por el Comité de Topónimos Antárticos del Reino Unido. Turmoil en idioma inglés es «confusión», debiéndose el topónimo a las violentas corrientes de aire comúnmente encontradas durante las operaciones de vuelo de buques de la Marina Real británica. No posee un nombre oficial en la toponimia argentina del archipiélago.
La isla nunca fue habitada ni ocupada, y como el resto de las Sandwich del Sur se encuentra bajo control del Reino Unido que la hace parte del territorio británico de ultramar de las Islas Georgias del Sur y Sandwich del Sur, y es reclamada por la República Argentina, que la hace parte del departamento Islas del Atlántico Sur dentro de la provincia de Tierra del Fuego, Antártida e Islas del Atlántico Sur.